# Saint-Pantaly-d'Ans
Saint-Pantaly-d'Ans est une ancienne commune française située dans le département de la Dordogne, en région Nouvelle-Aquitaine.
Au 1er janvier 2017, elle fusionne avec La Boissière-d'Ans et Cubjac pour former la commune nouvelle de Cubjac-Auvézère-Val d'Ans.

## Géographie

### Généralités

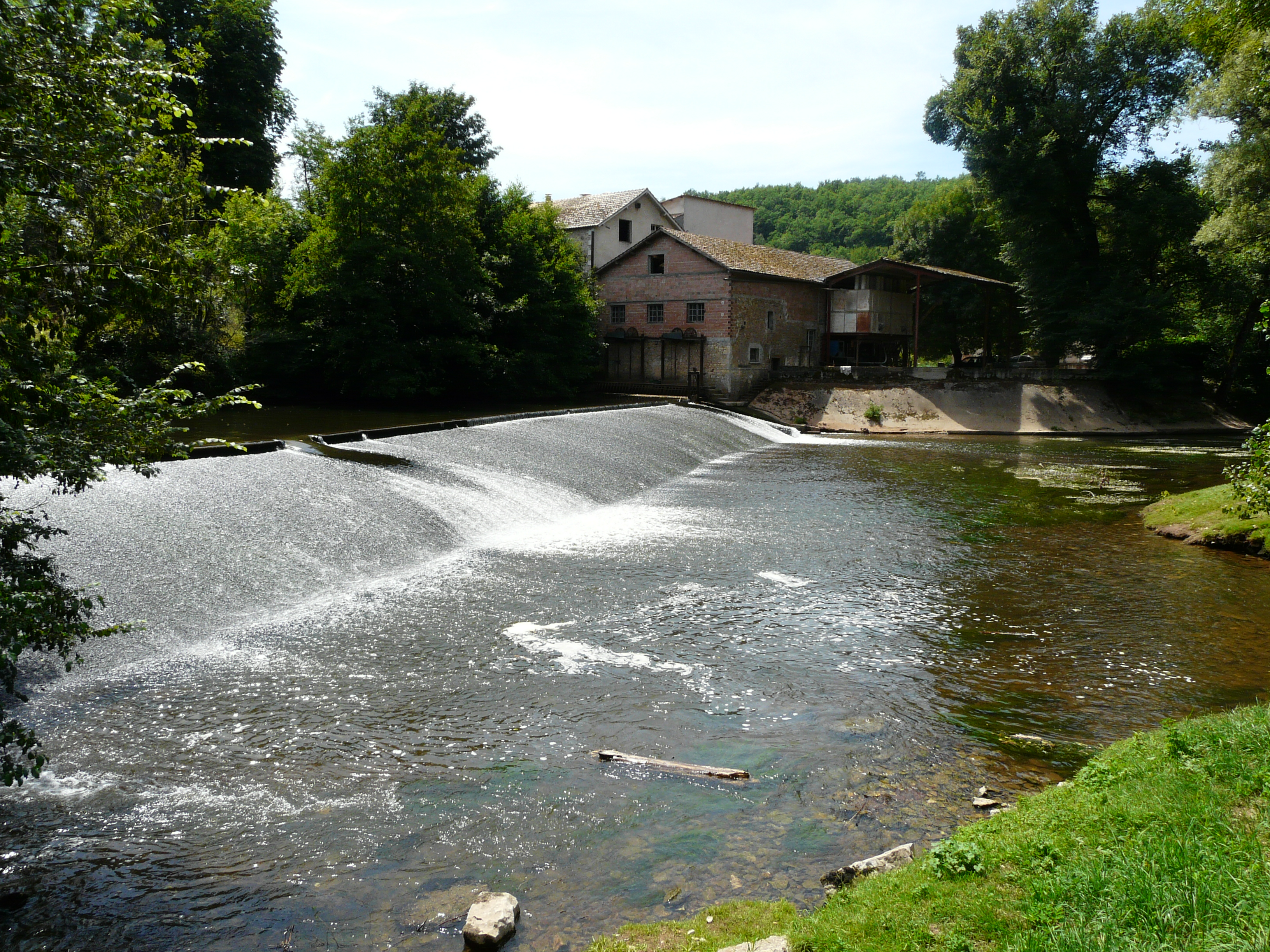
L'Auvézère au barrage de Marqueyssac.

Au nord-est du département de la Dordogne, la commune déléguée de Saint-Pantaly-d'Ans fait partie de la commune nouvelle de Cubjac-Auvézère-Val d'Ans. Elle est traversée d'est en ouest par l'Auvézère, un des principaux affluents de l'Isle.
L'altitude minimale, 114 mètres, se situe à l'ouest, près de la Forge-d'Ans, là où l'Auvézère quitte la commune pour entrer sur celle de La Boissière-d'Ans. L'altitude maximale avec 258 mètres se trouve en deux endroits, au nord-ouest, au lieu-dit Lagrange et à l'extrême nord, en limite de la commune de Coulaures.
Le village de Saint-Pantaly-d'Ans, établi en rive droite de l'Auvézère, est situé, en distances orthodromiques, 12 kilomètres à l'ouest de Hautefort, autant au sud-ouest d'Excideuil et 22 kilomètres à l'est-nord-est de Périgueux, à 500 mètres de la route départementale 5, principale voie de communication communale.
Le GR 646, entre Sainte-Eulalie-d'Ans et La Boissière-d'Ans, traverse le territoire communal.

### Communes limitrophes

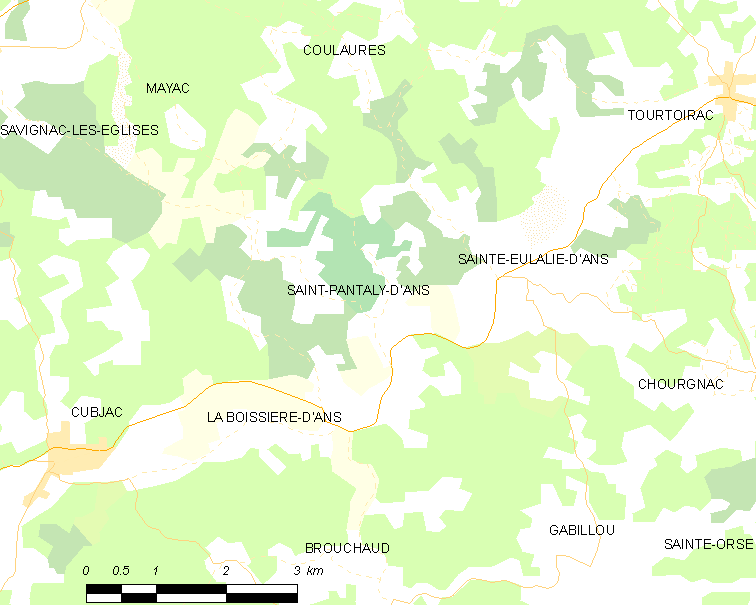
Carte de Saint-Pantaly-d'Ans et des communes avoisinantes en 2016, avant la création de la commune nouvelle de Cubjac-Auvézère-Val d'Ans.

En 2016, année précédant la création de la commune nouvelle de Cubjac-Auvézère-Val d'Ans, Saint-Pantaly-d'Ans était limitrophe de six autres communes.
| Mayac              | Coulaures           |                      |
| La Boissière-d'Ans | Saint-Pantaly-d'Ans | Sainte-Eulalie-d'Ans |
|                    | Brouchaud           | Gabillou             |

## Urbanisme

### Villages, hameaux et lieux-dits
Outre le bourg de Saint-Pantaly-d'Ans proprement dit, le territoire se compose d'autres villages ou hameaux, ainsi que de lieux-dits :
- le Bœuf Mort
- les Bouygeas
- les Brénis
- le Buisson
- Claud Brulas
- le Cluzaud
- Crézen
- la Croix de l’Oratoire
- le Cros Nègre
- la Forêt
- le Goulet
- Labrande
- Lagrange
- Lasfayas
- Lasgrézas
- Latour
- Lavaure
- Lescuras
- Marqueyssac
- Marquinsad
- le Parc
- le Petit Maine
- Pey de la May
- Peyly
- Roubeyrac
- Saint-Pardoux-d'Ans
- le Suquet
- les Terres
- la Tuilerie
- les Vignes.

## Toponymie
Le nom de Saint-Pantaly-d'Ans tire ses origines de son appartenance à la châtellenie d'Ans et de saint Pantaléon, martyr chrétien mort en 303.
En occitan, la commune porte le nom de Sent Pantali d'Ans.

## Histoire
Au Moyen Âge, Saint-Pantaly-d'Ans dépendait de la châtellenie d'Ans.
La première apparition du nom du village remonte au XIIIe siècle sous la forme latine de Sanctus Pantalius d'Ans.
Sur la carte de Cassini représentant la France entre 1756 et 1789, le village est identifié sous le nom de « Saint Pantali d'Ans ».
La commune porta, au cours de la période révolutionnaire de la Convention nationale (1792-1795), le nom de Pantaléon-le-Bon-Vin ou Pantaly-le-Bon-Vin.
En 1824, l'ancienne commune de Saint-Pardoux-d'Ans fusionne avec Sainte-Eulalie-d'Ans et devient un hameau qui est rattaché en 1875 à Saint-Pantaly-d'Ans.
Au 1er janvier 2017, Saint-Pantaly-d'Ans fusionne avec La Boissière-d'Ans et Cubjac pour former la commune nouvelle de Cubjac-Auvézère-Val d'Ans dont la création a été entérinée par l'arrêté du 26 septembre 2016, entraînant la transformation des trois anciennes communes en « communes déléguées ».

## Politique et administration

### Rattachements administratifs et électoraux
La commune de Saint-Pantaly-d'Ans est rattachée, dès 1790, au canton de Cubjac qui dépendait du district d'Excideuil 
jusqu'en 1795, date de suppression des districts. Lorsque ce canton est supprimé par la loi du 8 pluviôse an IX (28 janvier 1801) portant sur la « réduction du nombre de justices de paix », la commune est rattachée au canton de Savignac-les-Églises dépendant de l'arrondissement de Périgueux.
Dans le cadre de la réforme de 2014 définie par le décret du 21 février 2014, ce canton disparaît aux élections départementales de mars 2015. La commune est alors rattachée au canton d'Isle-Loue-Auvézère.
En 2017, Saint-Pantaly-d'Ans, en tant que commune déléguée de Cubjac-Auvézère-Val d'Ans, est rattachée à l'arrondissement de Nontron,.

### Intercommunalité
Fin 2003, Saint-Pantaly-d'Ans intègre dès sa création la communauté de communes Causses et Rivières en Périgord. Celle-ci est dissoute le 1er janvier 2017, date à laquelle est créée la commune nouvelle de Cubjac-Auvézère-Val d'Ans, rattachée à la communauté de communes Isle-Loue-Auvézère en Périgord.

### Administration municipale
La population de la commune étant comprise entre 100 et 499 habitants au recensement de 2011, onze conseillers municipaux ont été élus en 2014,. Ceux-ci sont membres d'office du  conseil municipal de la commune nouvelle de Cubjac-Auvézère-Val d'Ans, jusqu'au renouvellement des conseils municipaux français de 2020.

### Liste des maires
| Période                                  | Période       | Identité                | Étiquette | Qualité           |
| ---------------------------------------- | ------------- | ----------------------- | --------- | ----------------- |
| Les données manquantes sont à compléter. |               |                         |           |                   |
|                                          |               |                         |           |                   |
| mai 1912                                 | décembre 1919 | Mathieu Pouyadou (père) |           |                   |
| décembre 1919                            |               | Pierre Turenne          |           |                   |
|                                          | mai 1925      | Roger Turenne           |           |                   |
| mai 1925                                 | mai 1929      | Jean Carrey             |           |                   |
| mai 1929                                 | mai 1935      | Étienne Turenne         |           |                   |
| mai 1935                                 |               | Ulysse Tronche          |           |                   |
|                                          |               | Paul Tallet             |           |                   |
| mai 1953                                 |               | Henri Brugéras          |           |                   |
| mars 1959                                | mars 1989     | René Lafon              |           |                   |
| mars 1989                                | mars 2008     | Jean-Pierre Ravidat     |           | Chef d'entreprise |
| mars 2008                                | décembre 2016 | Corinne Goursolle       | SE        | Mère au foyer     |

### Jumelages

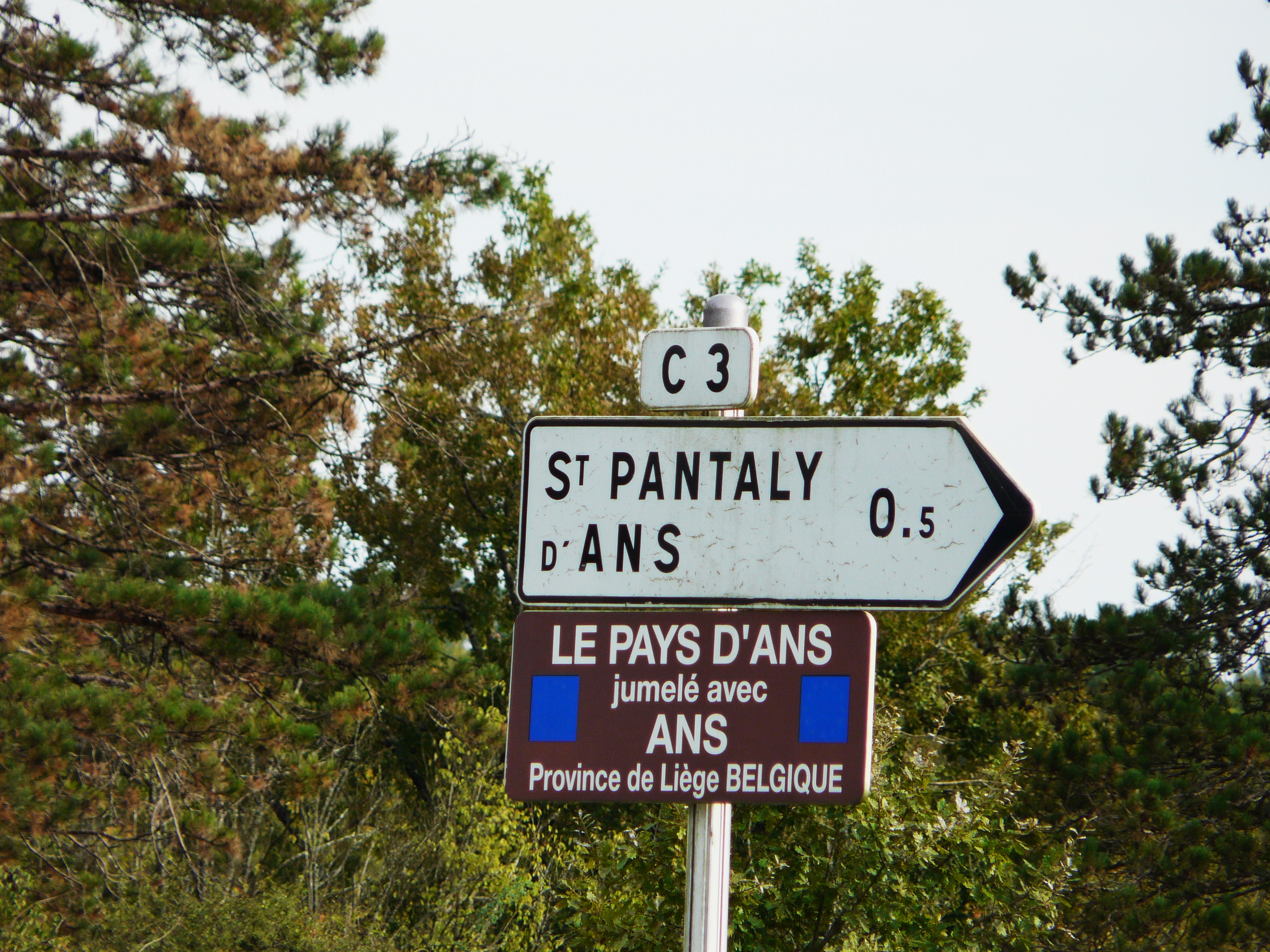
Panneau de jumelage de Saint-Pantaly-d'Ans.

- Ans (Belgique) depuis 1999

## Population et société

### Démographie
En 2016, dernière année en tant que commune indépendante, Saint-Pantaly-d'Ans comptait 139 habitants. À partir du XXIe siècle, les recensements des communes de moins de 10 000 habitants ont lieu tous les cinq ans (2006, 2011, 2016 pour Saint-Pantaly-d'Ans). Depuis 2006, les autres dates correspondent à des estimations légales.
Au 1er janvier 2022, la commune déléguée de Saint-Pantaly-d'Ans compte 151 habitants.
| 1793 | 1800 | 1806 | 1821 | 1831 | 1836 | 1841 | 1846 | 1851 |
| ---- | ---- | ---- | ---- | ---- | ---- | ---- | ---- | ---- |
| 316  | 349  | 362  | 440  | 412  | 343  | 343  | 400  | 399  |

| 1856 | 1861 | 1866 | 1872 | 1876 | 1881 | 1886 | 1891 | 1896 |
| ---- | ---- | ---- | ---- | ---- | ---- | ---- | ---- | ---- |
| 388  | 361  | 360  | 363  | 527  | 511  | 456  | 436  | 416  |

| 1901 | 1906 | 1911 | 1921 | 1926 | 1931 | 1936 | 1946 | 1954 |
| ---- | ---- | ---- | ---- | ---- | ---- | ---- | ---- | ---- |
| 407  | 400  | 346  | 313  | 308  | 299  | 291  | 257  | 240  |

| 1962 | 1968 | 1975 | 1982 | 1990 | 1999 | 2006 | 2011 | 2016 |
| ---- | ---- | ---- | ---- | ---- | ---- | ---- | ---- | ---- |
| 222  | 219  | 180  | 167  | 160  | 156  | 162  | 152  | 139  |

#### Remarque
La population communale a atteint son maximum en 1876 avec 527 habitants après le rattachement du hameau de Saint-Pardoux-d'Ans à la commune.

### Enseignement
Début 2015, Chourgnac, Sainte-Eulalie-d'Ans, Saint-Pantaly-d'Ans et Tourtoirac sont organisées en regroupement pédagogique intercommunal (RPI) au niveau des classes de primaire. Chourgnac et Saint-Pantaly-d'Ans n'ayant plus d'école publique, Tourtoirac accueille les enfants en maternelle, en cours préparatoire et en cours élémentaire 1re année ; Sainte-Eulalie-d'Ans s'occupe du cours élémentaire 2e année et du cours moyen (CM1 et CM2).
Il faut cependant noter la présence d'une école élémentaire privée, « la Marelle », implantée à Saint-Pantaly-d'Ans,.

## Économie
Les données économiques de Saint-Pantaly-d'Ans sont incluses dans celles de la commune nouvelle de Cubjac-Auvézère-Val d'Ans.

## Culture locale et patrimoine

### Lieux et monuments
- Château de Marqueyssac, XVe siècle, aujourd'hui en ruines, à ne pas confondre avec son homonyme de Vézac[21].
- Chartreuse de Marqueyssac, XIXe siècle
- Ruines d'un ancien pigeonnier en contrebas de Lasgrézas
- Église Saint-Pantaléon du village de Saint-Pantaly-d'Ans, XVIe et XIXe siècles
- Église Saint-Pardoux du village de Saint-Pardoux-d'Ans, XVIIe siècle

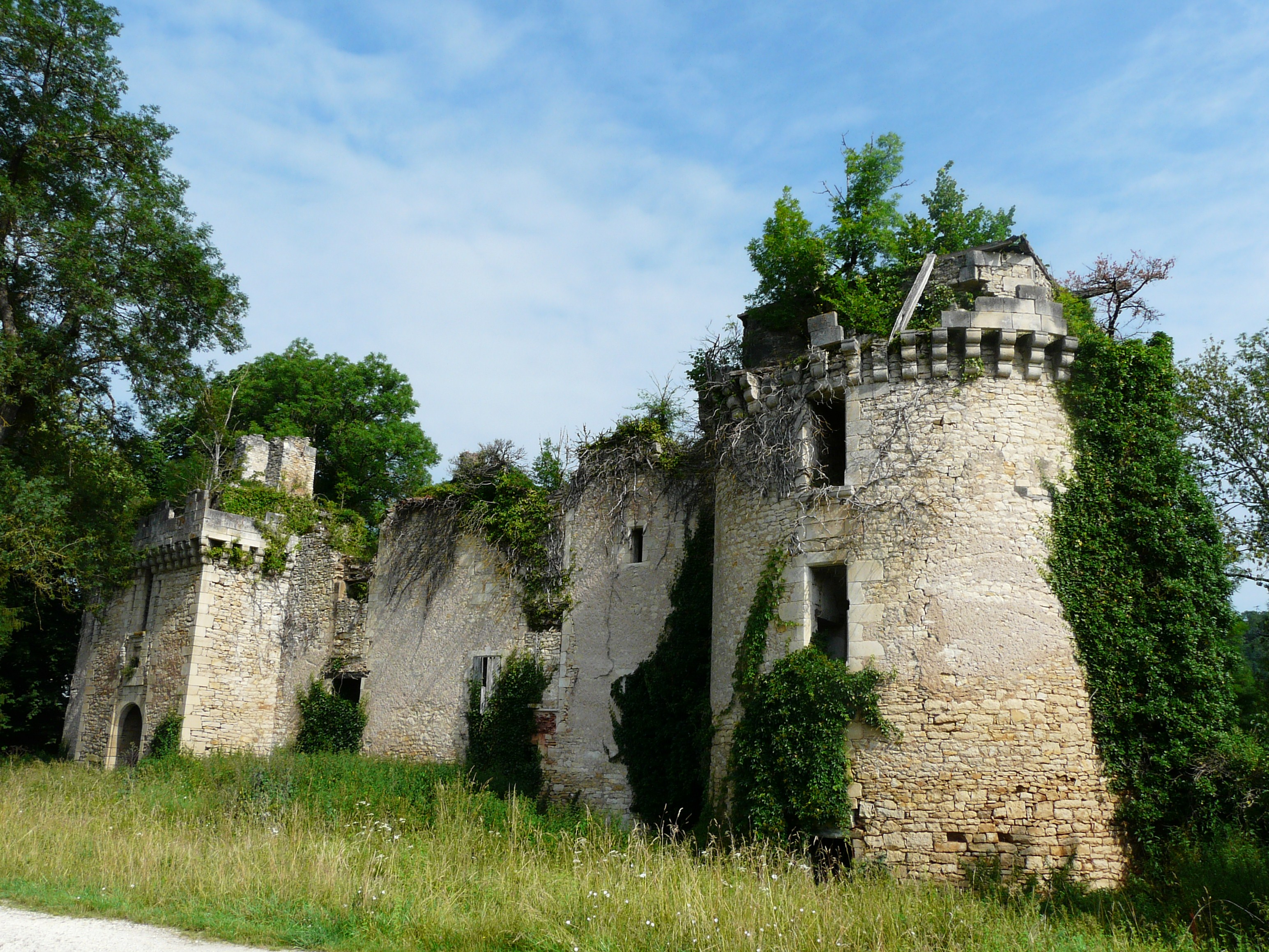
Les ruines du château de Marqueyssac.
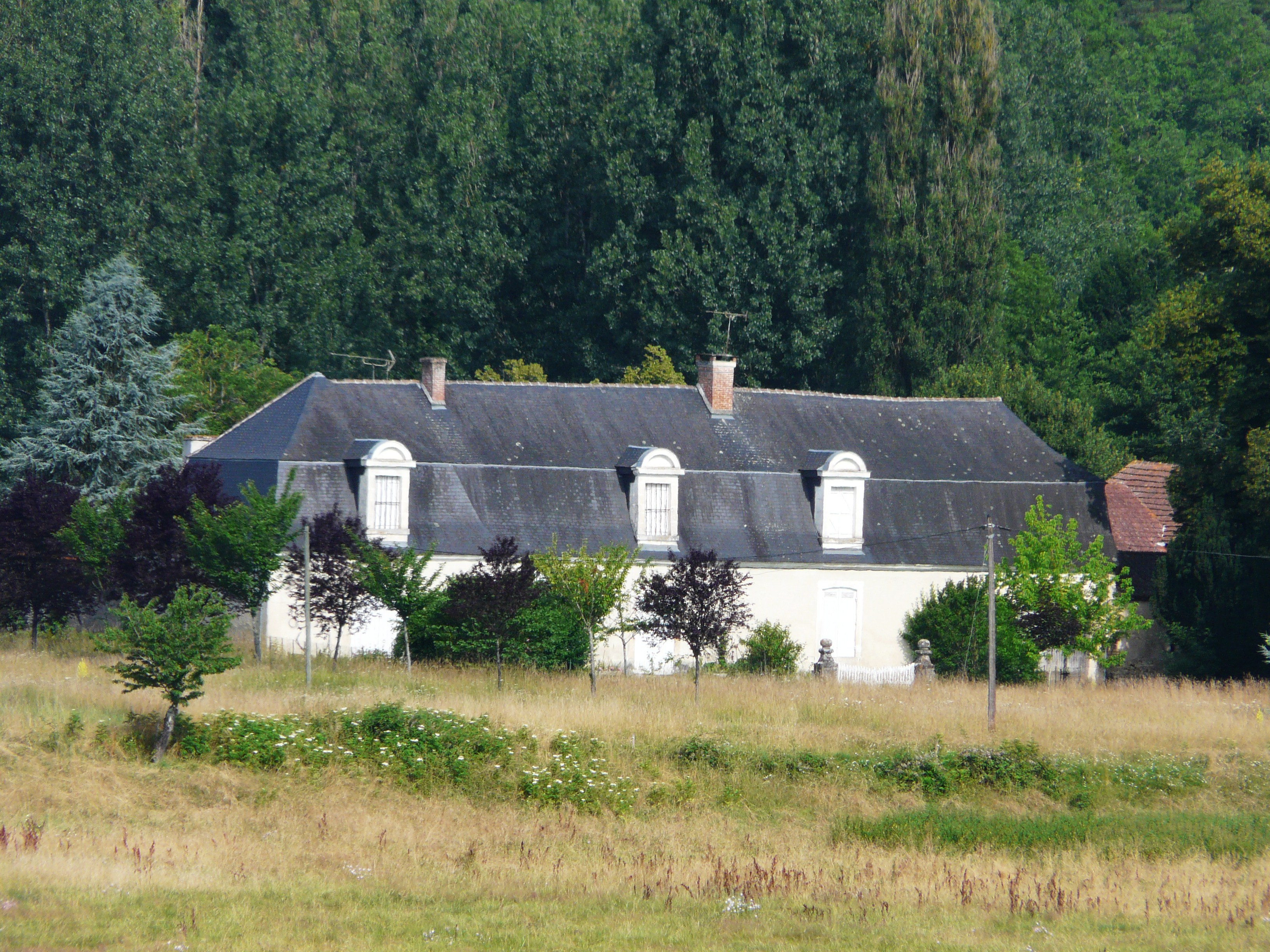
La chartreuse de Marqueyssac.
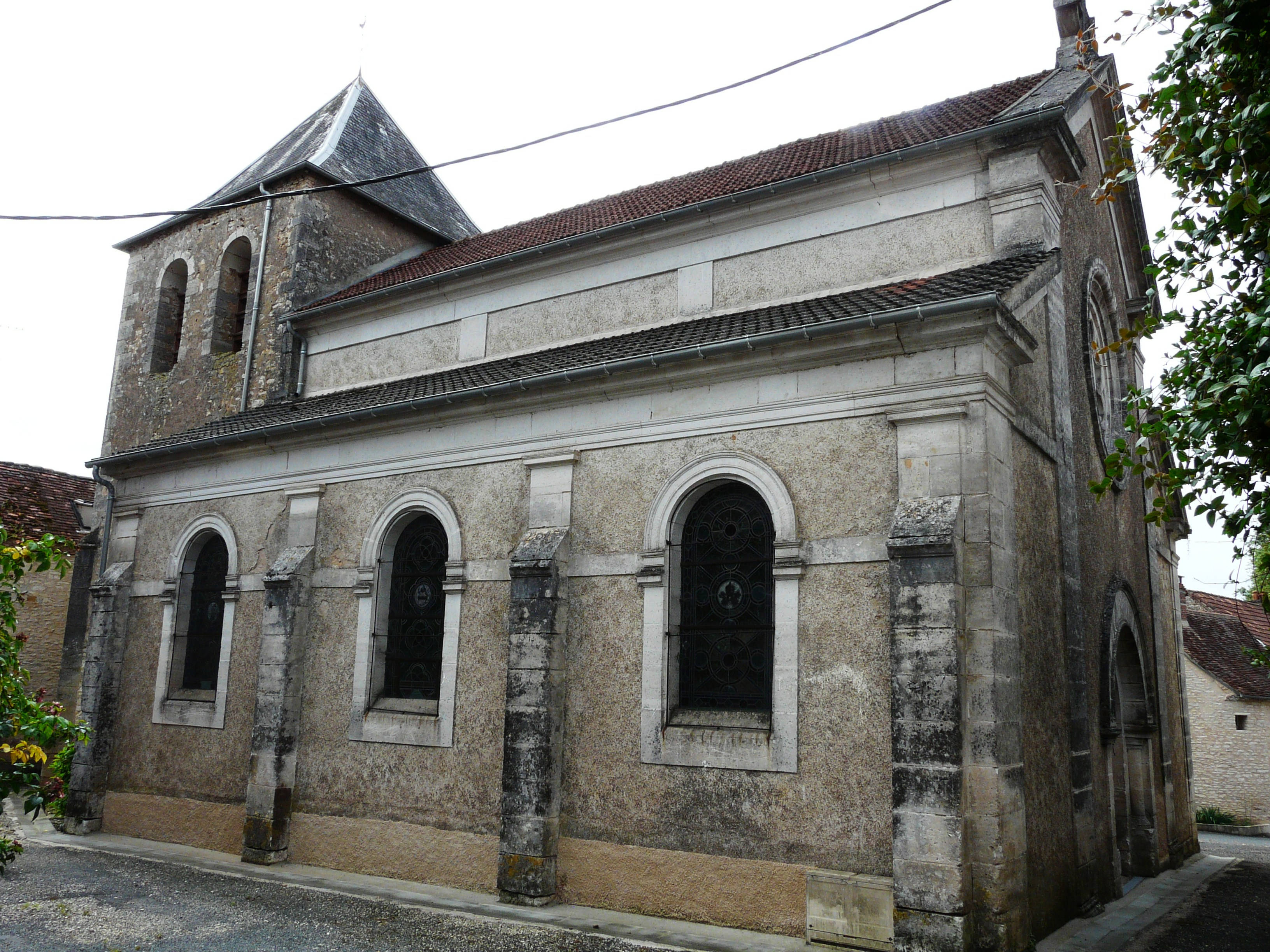
L'église Saint-Pantaléon.
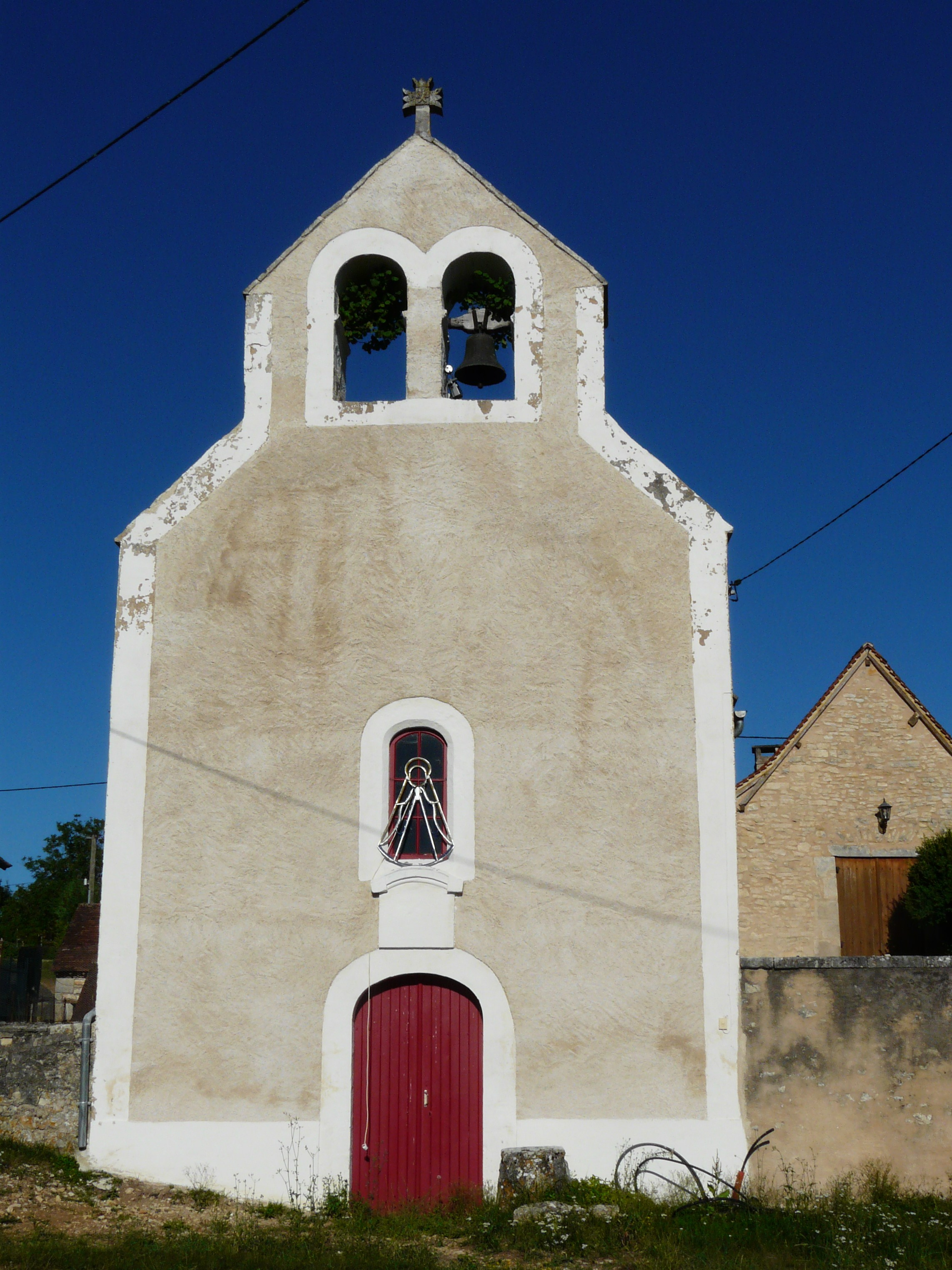
L'église Saint-Pardoux.

### Patrimoine naturel

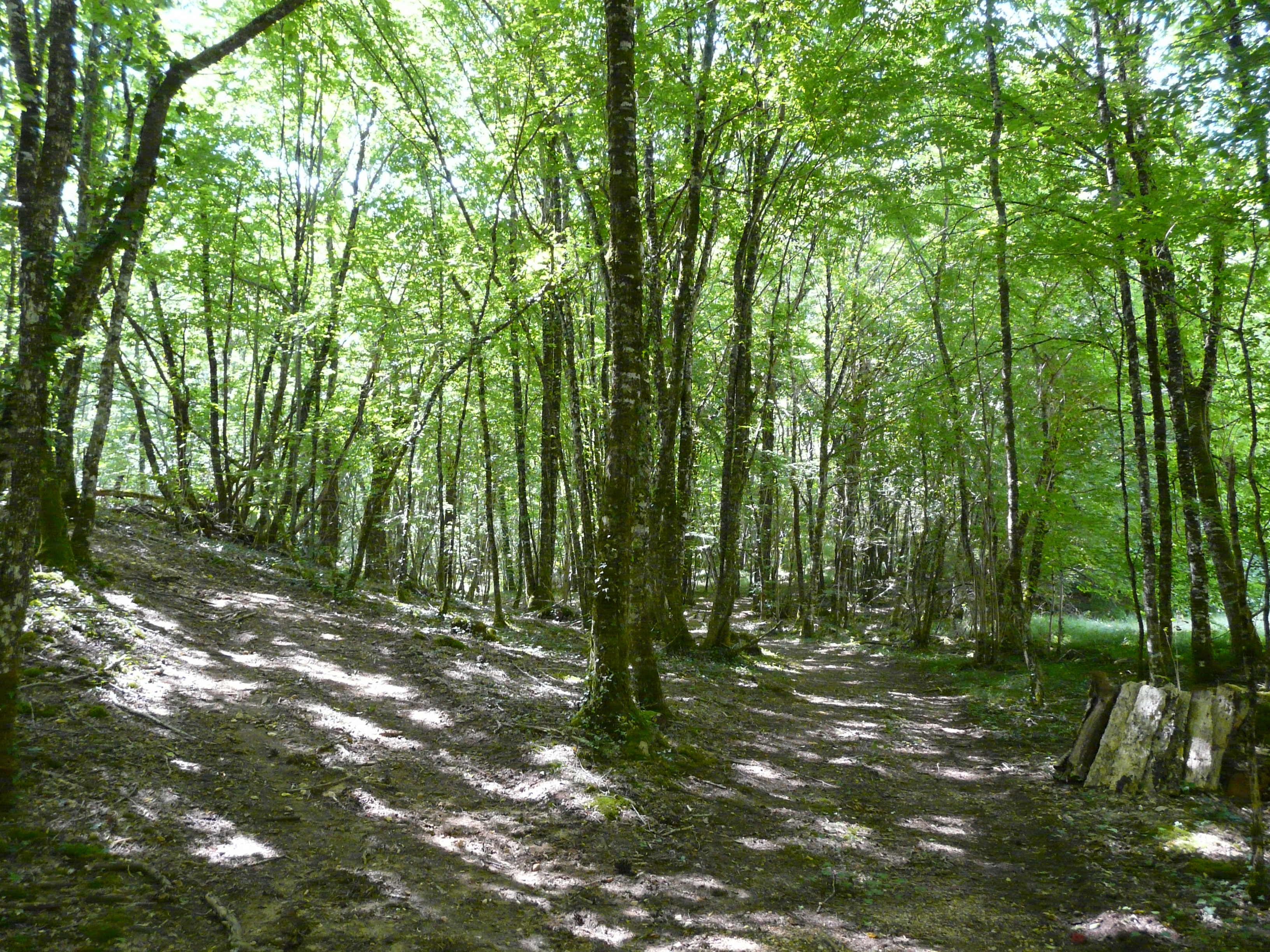
Sous-bois sur le causse de Cubjac,
au nord de la commune.

Toute la zone située au nord de l'Auvézère hormis sa plaine, soit environ 60 % du territoire communal, fait partie du causse de Cubjac, qui est classé comme zone naturelle d'intérêt écologique, faunistique et floristique (ZNIEFF) de type II, principalement pour sa flore.